# Rivalité East Coast/West Coast
 (septembre 2007).
Si vous disposez d'ouvrages ou d'articles de référence ou si vous connaissez des sites web de qualité traitant du thème abordé ici, merci de compléter l'article en donnant les références utiles à sa vérifiabilité et en les liant à la section « Notes et références ».

Dessin de Tupac.

Dessin de Notorious B.I.G.

La rivalité East Coast/West Coast désigne un climat de tension qui dura de 1991 à 1997 et qui opposa les rappeurs issus de la côte ouest des États-Unis à ceux de la côte est. Elle se traduisit par l'assassinat des deux artistes principaux des deux camps : Tupac Shakur (du label Death Row Records) en 1996, puis celui de The Notorious B.I.G. (du label Bad Boy Records) en 1997.

## Histoire
La rivalité débuta par un album de Tim Dog, Penicillin' On Wax (1991), où il prend violemment à partie les rappeurs de Compton tels qu'Eazy-E, Dr. Dre, Ice Cube, MC Eiht et bien d'autres encore dans des brûlots comme Fuck Compton ou encore Step to Me. S'ensuivit une guerre entre les labels Death Row Records et Bad Boy Records, l'un étant sur la West Coast (Los Angeles) et l'autre sur la East Coast (New York). Death Row comptait parmi ses meilleurs rappeurs Tupac, Snoop Dogg et Dr. Dre tandis qu'à l'autre bout du pays Puff Daddy, The Notorious B.I.G. (Bad Boy Records) étaient les pointures de la East Coast.
La chanson de Tupac Hit 'Em Up est sûrement l'un des clashes les plus violents et vulgaires de tous les temps. Cette chanson a extrêmement accentué cette rivalité. Dans Hit'Em Up, Tupac attaque Puff Daddy, Biggie (The Notorious B.I.G.), Mobb Deep, Lil Kim, Chino XL, la East Coast, Junior M.A.F.I.A et le label Bad Boy en entier. Il prétend même avoir couché avec Faith Evans, la femme de Biggie. La guerre fait rage pendant des années entre les rappeurs de la côte est et de la côte ouest. Le groupe californien Tha Dogg Pound ira même jusqu'à tourner le clip du morceau New York New York au beau milieu des rues de la grosse pomme, un trucage les rendant aussi grands que les gratte-ciel de Manhattan ; on peut y voir Snoop Dogg détruire un building d'un coup de pied, Kurupt détruire des voitures en leur sautant dessus et en les piétinant ; on voit aussi les rappeurs de Long Beach se balader en lowrider sur l'aéroport JFK. Ce morceau provoqua un tollé chez les rappeurs new yorkais (dont Mobb Deep) qui répondirent par le titre L.A, L.A, tourné lui aussi dans les rues new yorkaises.
De leur côté, les rappeurs du sud et du nord passent totalement inaperçus. Des clashes côte contre côte, aucun rappeur ne veut entendre parler de ses adversaires.[pas clair] La compétition est si rude que les rappeurs se font la guerre, non pas avec des mots mais avec des armes.
La mort de Tupac, en septembre 1996 et celle de Notorious B.I.G. six mois plus tard en mars 1997 mirent le feu aux poudres et exacerbèrent cette rivalité, marquant néanmoins la fin d'une époque avec certes un rap violent mais moins politisé,.
Cette rivalité s'estompe depuis plusieurs années avec, par exemple, un concert de Snoop Dogg (West Coast) et P. Daddy (anciennement Puff) (East Coast).
Le documentaire Les faits Karl Zéro de 2010 sorti sur la chaîne 13ème rue en février 2011 retrace la mort de Tupac ainsi que les nombreuses zones d'ombres entourant cette mort et les autres qui ont suivi,.
Un autre documentaire Death Row : l'Empire du Rap West Coast, retrace également aussi cette histoire.

## Protagonistes
| East Coast           | East Coast              | West Coast            | West Coast              |
| Protagoniste         | Ville                   | Protagoniste          | Ville                   |
| -------------------- | ----------------------- | --------------------- | ----------------------- |
| DMX                  | Yonkers, New York       | 2PAC                  | Los Angeles, Californie |
| The Notorious B.I.G. | Brooklyn, New York      | Dr. Dre               | Compton, Californie     |
| Puff Daddy           | Harlem, New York        | Snoop Doggy Dogg      | Long Beach, Californie  |
| Nas                  | Queens, New York        | Suge Knight           | Compton, Californie     |
| Ja Rule              | Queens, New York        | Outlawz               | Newark, New Jeresy      |
| Jay-Z                | Brooklyn, New York      | Tha Dogg Pound        | Long Beach, Californie  |
| Junior M.A.F.I.A.    | Brooklyn, New York      | Ice Cube              | Los Angeles, Californie |
| Mobb Deep            | Queens, New York        | Kurupt                | Los Angeles, Californie |
| Capone-N-Noreaga     | Queens, New York        | Westside Connection   | Los Angeles, Californie |
| Tim Dog              | Bronx, New York         | Compton's Most Wanted | Compton, Californie     |
| Black Sheep          | Bronx, New York         | DJ Quik               | Compton, Californie     |
| Masta Ace            | Brooklyn, New York      | Tweedy Bird Loc       | Compton, Californie     |
| Jermaine Dupri       | Atlanta, Géorgie        | MC Ren                | Compton, Californie     |
| De La Soul           | Amityville, New York    | E-40                  | Bay Area, Californie    |
| Kool Keith           | Bronx, New York         | Eazy-E                | Compton, Californie     |
| Chino XL             | East Orange, New Jersey |                       |                         |
| Luther Campbell      | Miami, Floride          |                       |                         |
| Big L                | Harlem, New York        |                       |                         |
| Tragedy Khadafi      | Queens, New York        |                       |                         |
| MOP (groupe)         | Brownsville, New York   |                       |                         |
| Fat Joe              | Bronx, New York         |                       |                         |
| Jazze Pha            | Memphis (Tennessee)     |                       |                         |
|                      |                         |                       |                         |